# Todiramphus
Todiramphus is een geslacht van vogels uit de familie van de ijsvogels (Alcedinidae). De wetenschappelijke naam is gepubliceerd in 1827 door Lesson. Op de IOC World Bird List staan dertig soorten die voorkomen in een groot gebied dat reikt van de Rode Zee tot oostelijk in Frans-Polynesië. De grootste soortendiversiteit wordt aangetroffen in Australazië.

## Kenmerken
Het zijn middelgrote ijsvogels met een relatief platte snavel. De meeste zijn blauw of blauwgroen van boven en bleek gekleurd van onder. Vaak hebben ze een licht gekleurde hals. 

## Leefwijze
De meeste soorten verblijven ver uit de buurt van water en zijn meer gebonden aan land waar ze foerageren op landinsecten en hagedissen. Ze broeden in boomholten.

## Soorten
De volgende soorten zijn bij het geslacht ingedeeld:
- Todiramphus albicilla (Dumont, 1823) –  marianenijsvogel
- Todiramphus albonotatus (Ramsay, E.P., 1884) –  bismarckijsvogel
- Todiramphus australasia  (Vieillot, 1818) –  timorijsvogel
- Todiramphus chloris  (Boddaert, 1783) –  witkraagijsvogel
- Todiramphus cinnamominus  (Swainson, 1821) –  guamijsvogel
- Todiramphus colonus (Hartert, 1896) –  louisiadenijsvogel
- Todiramphus diops (Temminck, 1824) –  Noord-Molukse ijsvogel
- Todiramphus enigma  (Hartert, 1904) –  talaudijsvogel
- Todiramphus farquhari (Sharpe, 1899) –  kastanjebuikijsvogel
- Todiramphus funebris Bonaparte, 1850 –  halmahera-ijsvogel
- † Todiramphus gambieri (Oustalet, 1895)  –  mangareva-ijsvogel
- Todiramphus gertrudae (Murphy, 1924)  –  niau-ijsvogel
- Todiramphus godeffroyi  (Finsch, 1877) –  markiezenijsvogel
- Todiramphus lazuli  (Temminck, 1830) –  Zuid-Molukse ijsvogel
- Todiramphus leucopygius (Verreaux, J, 1858) –  ultramarijnijsvogel
- Todiramphus macleayii (Jardine & Selby, 1830) –  Macleays ijsvogel
- Todiramphus nigrocyaneus  (Wallace, 1862) –  blauw-zwarte ijsvogel
- Todiramphus pelewensis (Wiglesworth, 1891) –  palau-ijsvogel
- Todiramphus pyrrhopygius (Gould, 1841) –  roodrugijsvogel
- Todiramphus recurvirostris Lafresnaye, 1842 –  platsnavelijsvogel
- Todiramphus reichenbachii Hartlaub, 1852 –  ponapéijsvogel
- Todiramphus ruficollaris (Holyoak, 1974) –  mangaia-ijsvogel
- Todiramphus sacer  (Gmelin, J.F., 1788) –  Pacifische ijsvogel
- Todiramphus sanctus (Vigors & Horsfield, 1827) –  heilige ijsvogel
- Todiramphus saurophagus (Gould, 1843) –  hagedisijsvogel
- Todiramphus sordidus (Gould, 1842) –  torresijsvogel
- Todiramphus tristrami  (Layard, E.L., 1880)  –  Melanesische ijsvogel
- Todiramphus tutus  (Gmelin, J.F., 1788) –  borabora-ijsvogel
- Todiramphus veneratus (Gmelin, J.F., 1788) –  tahiti-ijsvogel
- Todiramphus winchelli  (Sharpe, 1877) –  Winchells ijsvogel

### Uitgestorven
- † Todiramphus gambieri –  mangareva-ijsvogel